# Dodge Nitro
De Dodge Nitro is een compacte Sports Utility Vehicle van het Amerikaanse automerk Dodge. Het model werd in 2007 geïntroduceerd op het autosalon van Chicago en was Dodge' eerste compacte SUV na de Dodge Raider die in 1990 werd stopgezet. De Nitro deelt het Chrysler KA platform met de Jeep Liberty en beide modellen worden geassembleerd bij Toledo North Assembly. De productie van de Dodge Nitro startte daar in augustus 2006 na een investering van $600 miljoen. De verkoop begon een maand later. Begin 2007 kwam de Nitro ook op de Europese markt.
De Dodge Nitro heeft achterwielaandrijving met inschakelbare vierwielaandrijving als optie. Bij de marketing wordt veel gewezen op de Load N Go verschuifbare koffervloer. Die kan 45,7 cm uit de wagen - en over de bumper - geschoven worden om het laden te vergemakkelijken.